# Staples Inc.
Staples Inc. (NYSE: SPLS) es una compañía que vende artículos de oficina. Fue fundada en 1986 en Brighton, Massachusetts, y tiene su sede en Framingham, Massachusetts. Sus principales competidores son OfficeMax y Office Depot. 

## Historia
La idea de Staples nació en 1985, cuando su fundador Thomas G. Stemberg estaba trabajando en una propuesta de un plan de negocios. Necesitaba una cinta para su impresora, pero no pudo encontrarla porque su proveedor habitual estaba cerrado por el feriado del Día de la Independencia. Su frustración por tener que depender de negocios pequeños para productos críticos, combinado con la historia de Stemberg en el negocio alimenticio lo llevó a una visión de una supertienda de productos de oficina. La primera tienda se abrió en Brighton, Massachusetts en 1986. La tienda número 500 en Vero Beach, Florida, en 1996.

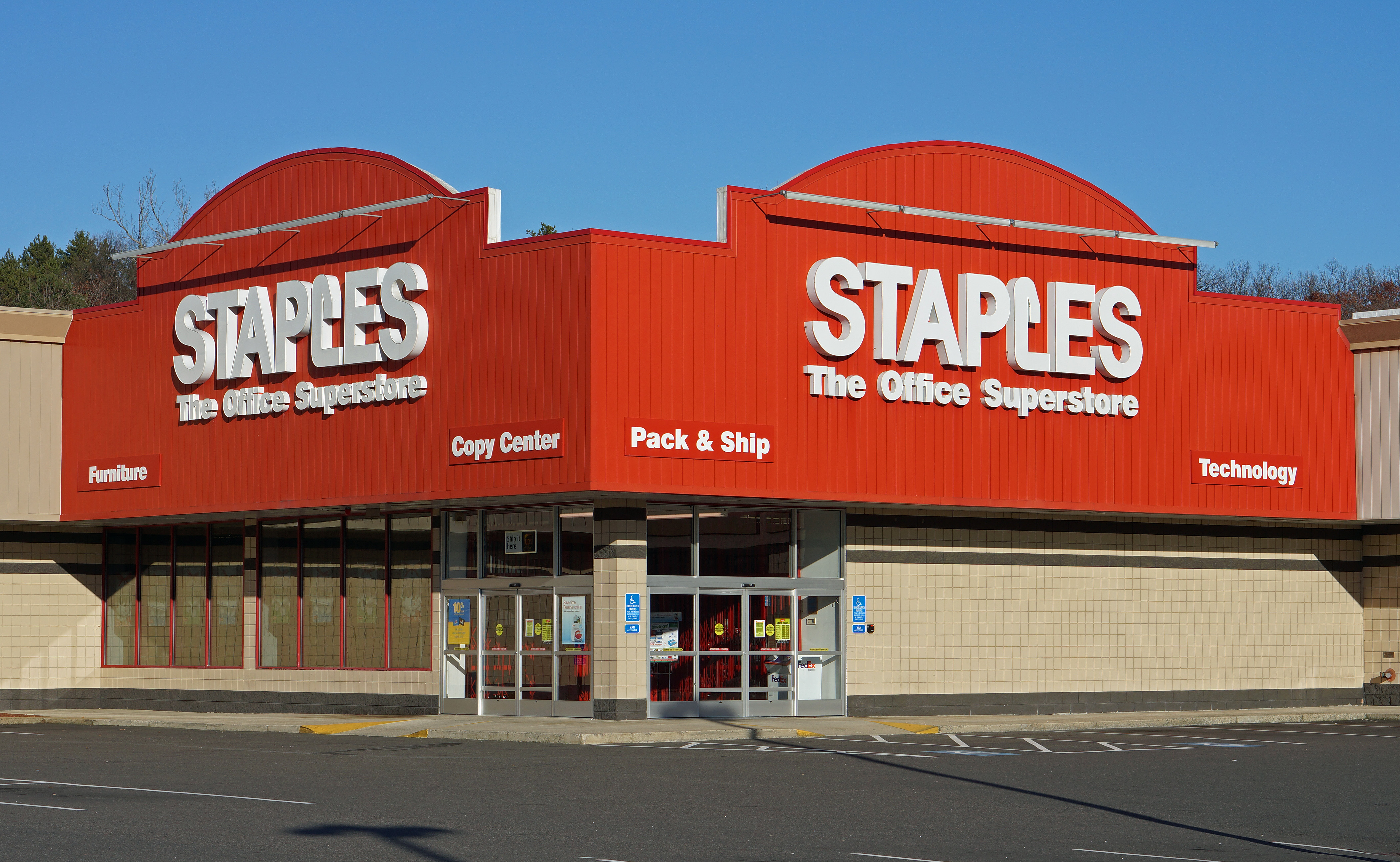
Staples USA

En 2004 ingresa a Latinoamérica a través de la adquisición de Officenet, empresa creada por Andrés Freire y Santiago Bilinkis con presencia en Argentina y Brasil.

## Controversias
En 1991, Staples compró OfficeLand, Inc una franquicia con 23 tiendas. La compra fue realizada en secreto, participando sólo la junta directiva sin notificar a los dueños ni inversionistas de la franquicia; este hecho que fue llevado a tribunales y solicitado bajo investigación al FBI en los Estados Unidos.